# Cap de Bonne-Espérance
Pour les articles homonymes, voir Bonne-Espérance.
Le cap de Bonne-Espérance (en afrikaans kaap die Goeie Hoop, en anglais cape of Good Hope, et portugais cabo da Boa Esperança) est un promontoire rocheux sur la côte atlantique de l'Afrique du Sud, à l'extrémité de la péninsule du Cap située au sud de la ville du Cap et qui ferme à l'ouest la False Bay (traduction anglaise du terme signifiant « fausse baie » ou Valsbaai en afrikaans). Ce promontoire rocheux se termine à Cape Point, à deux kilomètres du cap de Bonne-Espérance proprement dit. C'est une réserve naturelle parcourue de sentiers côtiers.
Le cap de Bonne-Espérance n'est pas le point le plus au sud de l'Afrique ni le point de division entre les océans Atlantique et Indien, ces caractéristiques revenant au cap des Aiguilles, situé à 149 km à l'est-sud-est, à l'ouest de Struisbaai (en), également en Afrique du Sud. Cependant, lorsque l'on suit la côte depuis l'équateur, le cap de Bonne-Espérance marque le point où l'on commence à voyager plus vers l'est que vers le sud. Ainsi, contourner le cap, ce qu'ils firent en 1488, était un objectif dans les efforts des Portugais pour établir des relations commerciales directes avec l'Extrême-Orient.
À l'instar du cap Horn, autre célèbre grand cap constituant la limite entre les océans Pacifique et Atlantique, le cap de Bonne-Espérance eut, et a encore, une grande importance pour la navigation.
Le terme « cap de Bonne-Espérance » fut aussi utilisé pour nommer la première colonie du Cap établie en 1652. Un peu avant la formation de l'Union sud-africaine, en 1910, la région fut appelée province du Cap.

## Histoire
Certains pensent que, avant que des explorateurs européens n'atteignent le cap de Bonne-Espérance, des marchands et explorateurs chinois, arabes ou indiens auraient aussi pu l'avoir visité (depuis la côte Est de l'Afrique) et avoir gardé la trace de ces visites. Les vieilles cartes mondiales comme celle de Kangnido et Fra Mauro, dessinées avant 1488, accréditent cette thèse,.

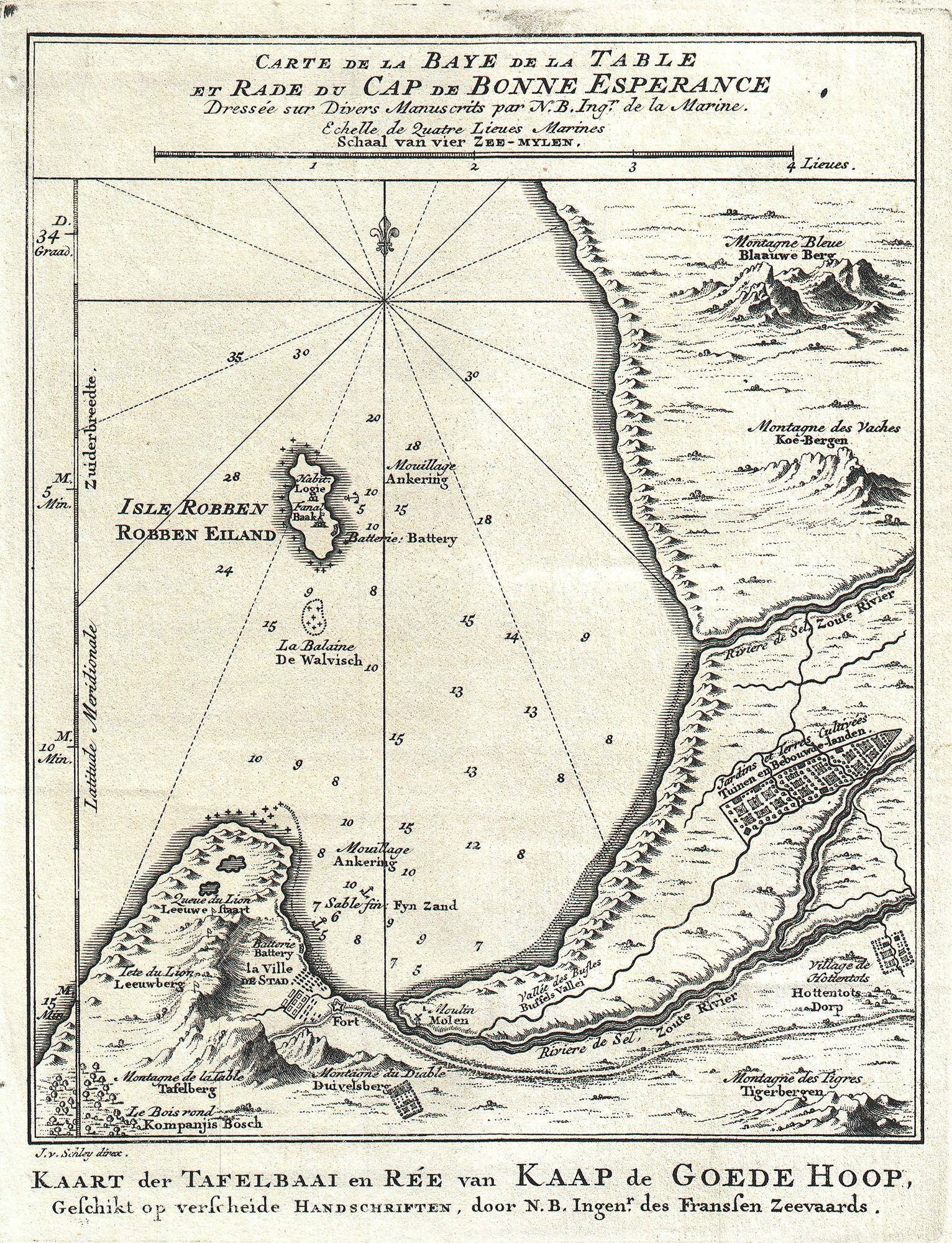
Carte de Robben Island et de la Baie de la Table datant de 1773.

Al-Biruni, un savant persan du XIe siècle, est le premier à préfigurer l'existence d'une route permettant de contourner l'Afrique pour rejoindre l'océan Atlantique.
Les Portugais s'engagent dès le début du XIVe siècle dans l'exploration de l'Afrique noire en vue de s'approvisionner directement en or. Le cap de Bonne-Espérance fut atteint pour la première fois par les Portugais en janvier 1488. Le franchissement par le Sud de l'Afrique relève sans doute davantage de préoccupations liées à ces approvisionnements en or plutôt qu'un hypothétique itinéraire vers les Indes. En tous cas, les progrès dans la navigation (boussole, gouvernail d'étambot, portulan…) permettent aux Portugais de naviguer toujours plus loin. Lors de son exploration par l'ouest le long de la côte africaine, la flotte commandée par Bartolomeu Dias est emportée vers le sud. Celui-ci, pensant qu'il a dépassé le point le plus méridional du continent, continue vers l'est et ne rencontre aucune terre. Il se dirige alors vers le nord jusqu'au Rio do Infante (actuel Great Fish River), puis fait demi-tour sous la pression de son équipage, et revient en longeant les côtes. Au niveau de l'actuel False Island, Bartolomeu Dias érige un padrão dont les restes ont été retrouvés lors de fouilles en 1938. C'est donc sur le chemin du retour qu'il peut s'approcher du cap qu'il baptise d'abord « Cabo Tormentoso », cap de la Tourmente, en raison des vents qui y sévissent. Le cap est rebaptisé par Jean II roi du Portugal en « cap de Bonne-Espérance », car les Portugais ont désormais « bon espoir » d'arriver bientôt aux Indes.
Les Portugais construisirent deux balises pour la navigation, les croix de Dias et de Da Gama en hommage à Vasco de Gama et Bartolomeu Dias comme étant les explorateurs qui furent les premiers cités pour avoir atteint le Cap. Quand elles sont alignées, les croix pointent vers le Whittle Rock, un grand danger toujours submergé pour les bateaux dans la False Bay.
Le pays autour du cap était habité par les Hottentots qui devaient être environ 50 000 lors de la première installation des Provinces-Unies en 1652, et les Hollandais les appréciaient surtout pour leur bétail.
L'administrateur colonial Jan van Riebeeck établit un camp de ravitaillement pour la Compagnie néerlandaise des Indes orientales à environ 50 km au nord, au bord de la baie de la Table le 6 avril 1652. En se développant, ce camp devint Le Cap. Des dépôts de nourriture fraîche étaient vitaux pour les longs voyages le long de l'Afrique et Le Cap fut connu comme la « Taverne des mers ».
Le 31 décembre 1687, un premier groupe de 22 huguenots quitta les Provinces-Unies à bord du premier navire affrété par la Chambre de commerce de Delft. À la suite de la révocation de l'édit de Nantes, ils avaient fui la France et s'étaient réfugiés aux Pays-Bas pour fuir les persécutions religieuses comme le huguenot Pierre Joubert, qui venait de La Motte-d'Aigues. La Compagnie néerlandaise des Indes orientales ayant besoin de fermiers expérimentés (vignerons, spécialistes de l'olivier) afin de cultiver les terres riches en alluvions du Cap, le gouvernement néerlandais Simon van der Stel y vit une occasion pour les huguenots. En tout, près de 277 huguenots s'installèrent dans la colonie néerlandaise, sur des terres dans la vallée d'Olifantshoek rapidement rebaptisé Franshoek (littéralement « le coin des Français » en afrikaans). La colonie grandit peu à peu durant 150 ans et s'étendit sur des centaines de km au nord et au nord-est.
Le Royaume-Uni envahit et occupa la colonie du Cap en 1795 (la « première occupation ») mais en abandonna le contrôle en 1803. Cependant, les forces britanniques revinrent le 19 janvier 1806 et occupèrent à nouveau le Cap (la « seconde occupation »). Le territoire fut cédé au Royaume-Uni par le traité anglo-néerlandais de 1814 et depuis fut administré comme colonie du Cap. Il resta une colonie britannique jusqu'à l'incorporation à l'Union Sud-Africaine indépendante en 1910 (connue maintenant comme république d'Afrique du Sud).

## Géographie

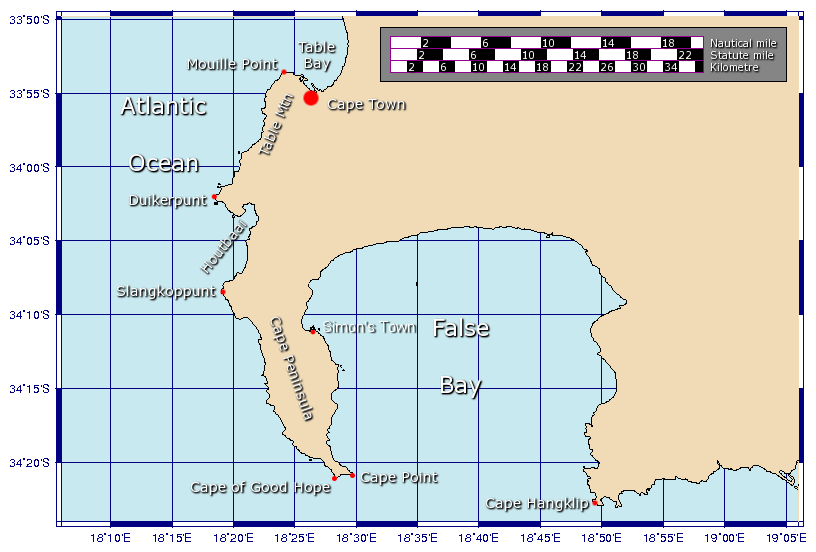
Carte de la péninsule du Cap.

Le cap de Bonne-Espérance est situé à la jonction de deux courants maritimes très différents, un courant froid « Benguela » à l'ouest et un courant chaud, le courant des Aiguilles, à l'est.
Le cap de Bonne-Espérance n'est pas le point le plus austral de l'Afrique, le point le plus au sud de ce continent étant le cap des Aiguilles plus au sud-est.
La péninsule est devenue réserve naturelle en 1938 et a été incorporée dans le Cape Peninsula National Park en 1998. En 2004 le parc a été renommé en Table Mountain National Park. Il s'étend sur 7 770 hectares et possède 40 km de côtes entre Schuster's Bay à l'ouest et Smitswinkel à l'est.
Le plateau se termine par deux promontoires : le cap de Bonne-Espérance et Cape Point (pointe du Cap).

## Faune

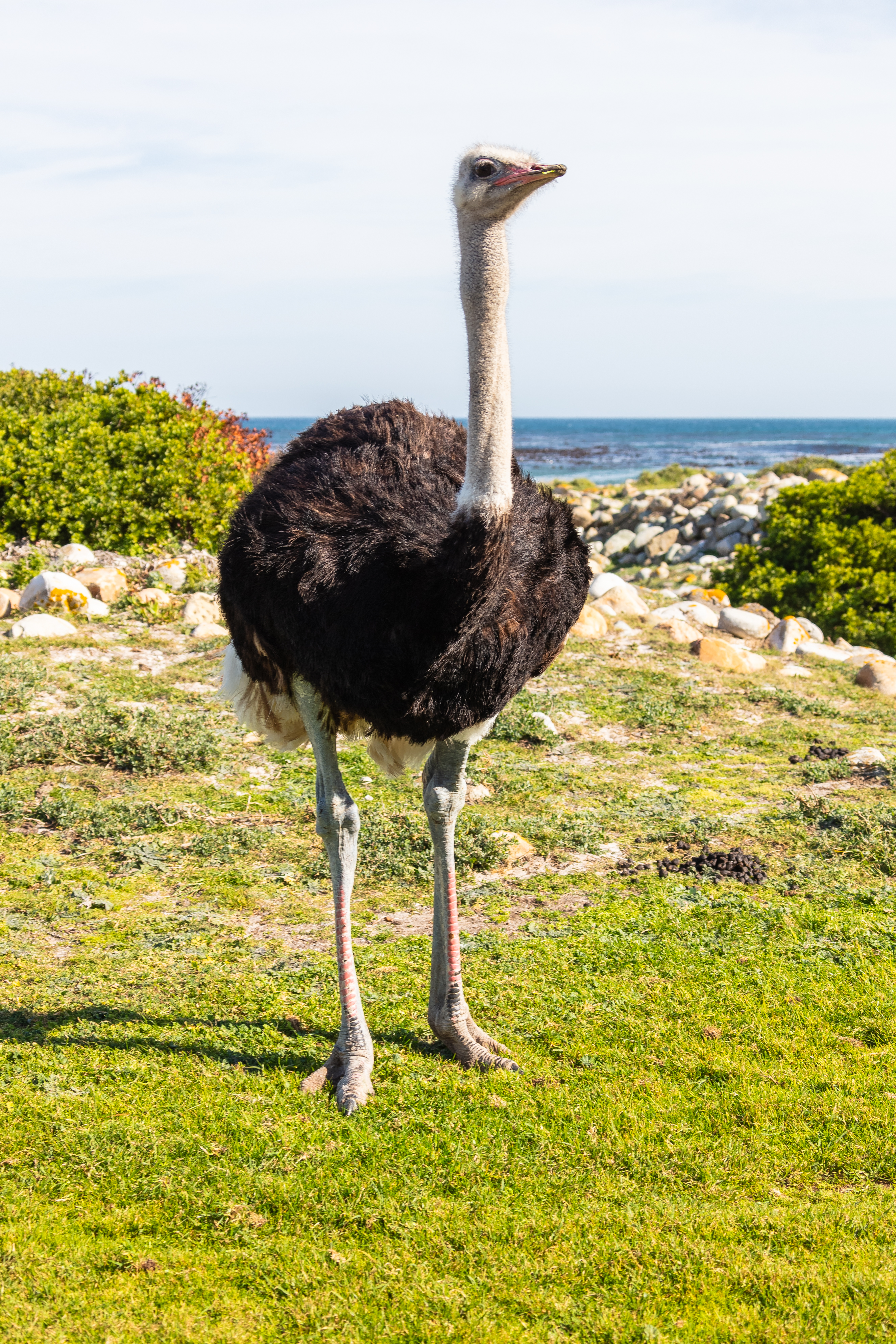
Autruche aux abords du cap de Bonne Espérance.

Avec ses divers habitats, allant de montagnes rocheuses à des plages et la mer ouverte, le cap de Bonne-Espérance est habité par plus de 250 espèces d’oiseaux, dont le manchot du Cap. Les oiseaux de buisson tendent à être rares à cause de la nature du fynbos. Cependant, lors de la floraison, les proteas et les ericas attirent les nectariniidæ, les promerops et d’autres espèces recherchant du nectar. Durant la plus grande partie de l’année, il y a plus de petits oiseaux dans les taillis de la côte que dans le fynbos.
Les grands animaux sont peu présents au cap de Bonne-Espérance, mais il y a une richesse de petits animaux comme des lézards, des serpents, des tortues et des insectes. On y trouve aussi de vastes troupeaux de zèbres, d’élands et une grande variété d’antilopes. Les petits mammifères comprennent le daman des rochers, la Rhabdomys pumilio, la mangouste d’eau, la loutre à joues blanches du Cap et le daim. Des babouins — les chacmas — et des autruches habitent aussi la région.
On y observe aussi des baleines. La baleine franche australe est l’espèce la plus fréquente dans la baie de False Bay entre juin et novembre. D’autres espèces communes comprennent la baleine à bosse et le rorqual de Bryde. On y voit aussi des otaries, des phoques et des dauphins obscurs, ainsi que très probablement des orques.
La position stratégique du cap de Bonne-Espérance entre deux grands océans fournit une grande diversité de vie marine. Il y a une grande différence entre le côté ouest et le côté est du cap à cause de la différence de température de la mer.

## Flore
Le cap de Bonne-Espérance est une partie intégrante du royaume floral du Cap, le plus petit mais le plus riche des six royaumes floraux du monde. Il comprend 1 100 espèces de plantes indigènes dont un bon nombre sont endémiques. Il y a deux types de fynbos (buissons fins), le fynbos côtier sur les sables alcalins et le fynbos sur les sols acides.
Les plantes caractéristiques des fynbos comprennent des Proteas, des Ericas et des Restios (en). Certaines des plantes les plus connues appartiennent à la famille des proteacées avec vingt-quatre espèces.
Beaucoup de fleurs cultivées ont aussi leur origine dans le fynbos comme les géraniums, les freesias, les marguerites et les iris.

Péninsule du cap de Bonne-Espérance.
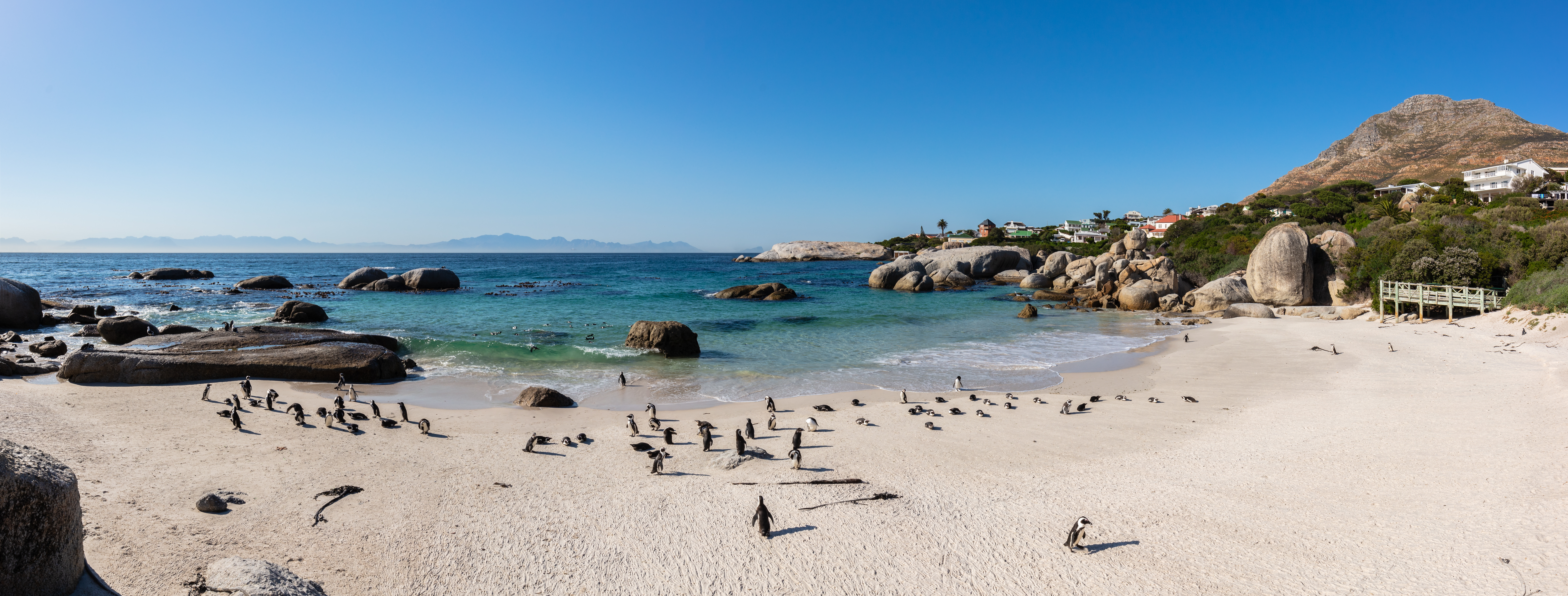
Manchots sur la plage Boulders Beach près du cap de Bonne-Espérance.
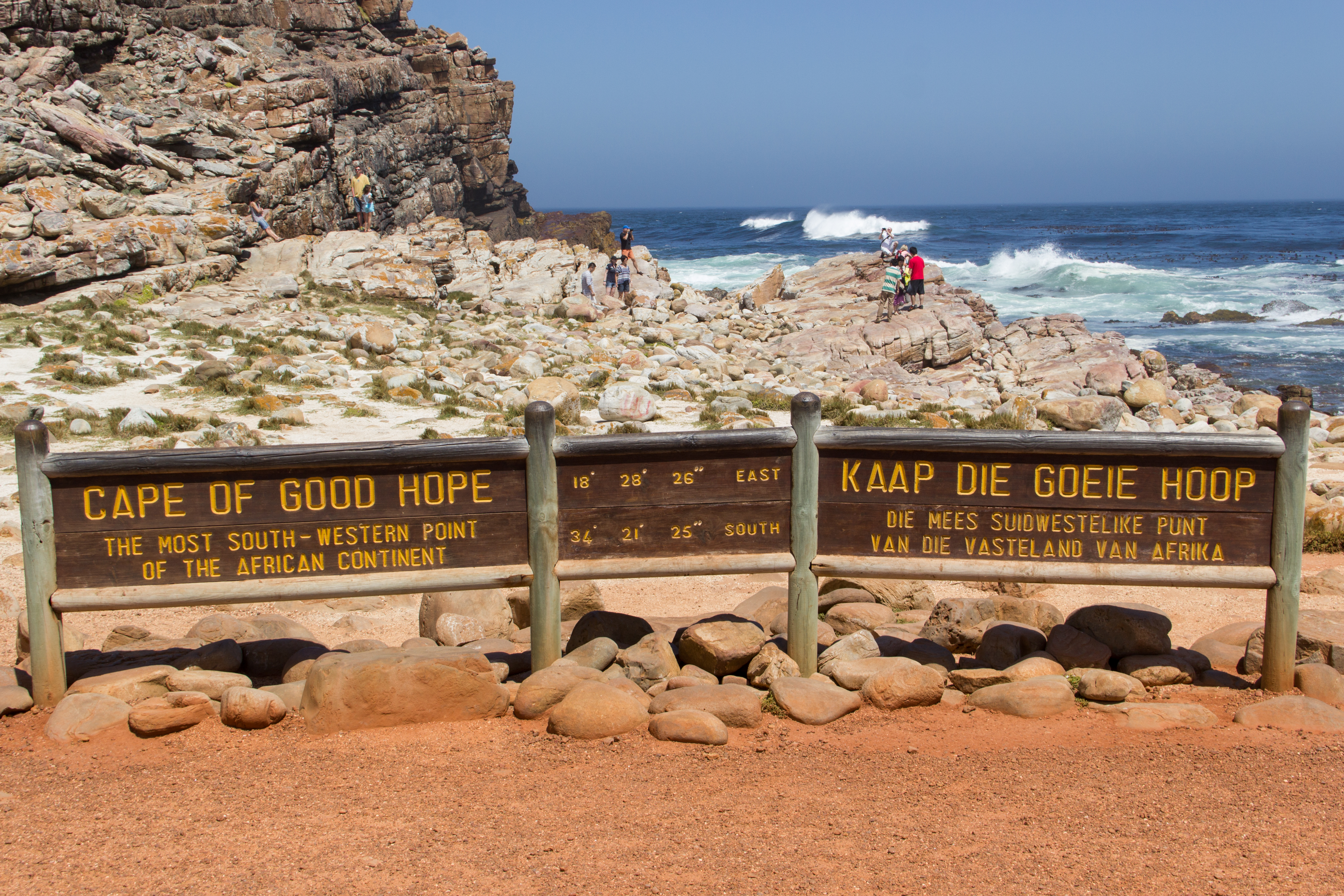
Panneau du cap de Bonne-Espérance en anglais et afrikaans.
Côte près du cap.
Vue d'ensemble de la pointe.